# پیه‌گیری

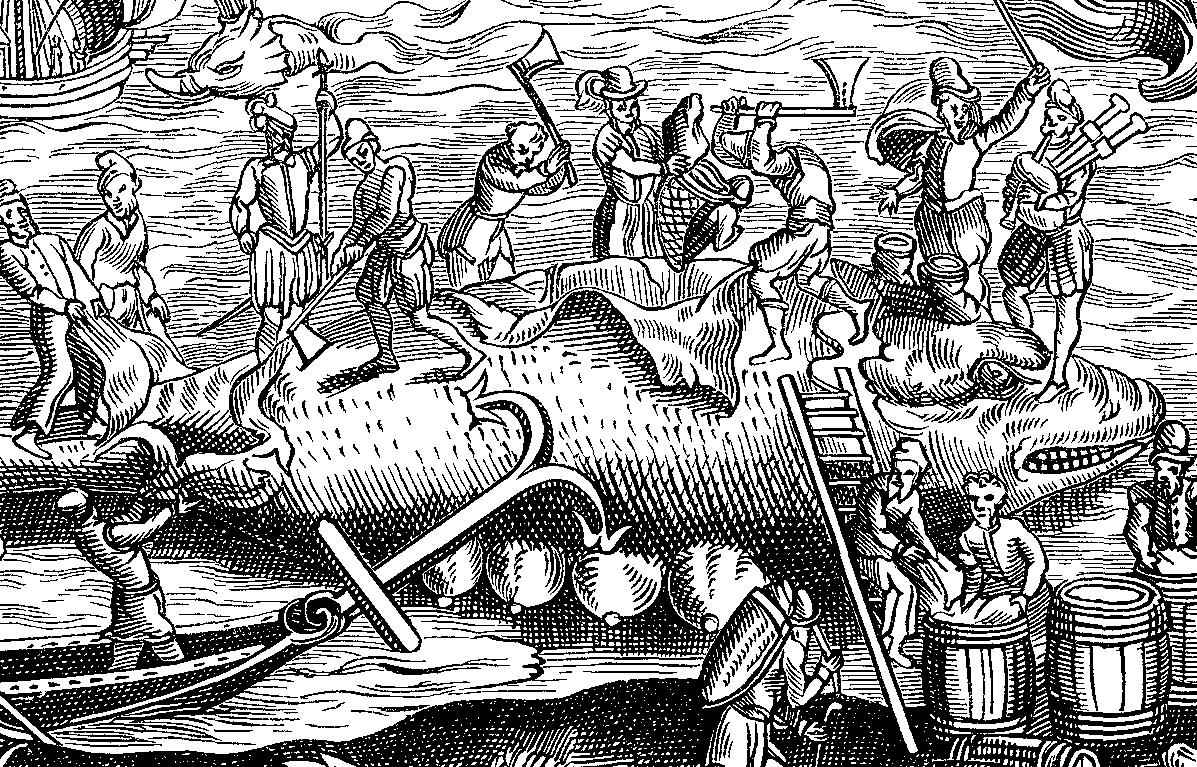
پیه‌گیری از نهنگ. چوب‌نگاره‌ای از سال ۱۵۷۴. پاریس

به عمل کندن پوست نهنگ و استحصال چربی زیر پوست آن، پیه‌گیری گفته می‌شود.
سر نهنگ‌های دریایی بسیار بزرگ بوده و بیش از یک سوم وزن بدن آن را تشکیل می‌دهد. حدود ۹۰ درصد وزن این سر از عضو اسپرماستی تشکیل شده‌است که مخلوطی از تری اسیل گلیسرول‌ها و موم‌های دارای مقادیر زیاد چربی غیر اشباع می‌باشد. قطر لایه چربی در برخی از نهنگ‌های بی‌دندان ممکن است از نیم متر تجاوز کند.
نوعی روغن رونواز یا مالیدنی که عمدتاً از چربی نهنگ به‌دست می‌آید و از آن بیشتر در روغنکاری چوب‌ها، عمل آوری چرم‌ها، صابون‌سازی و غیره استفاده می‌شود. روغن تجارتی ممکن است از چربی هر نهنگ یا دلفین به‌دست آید. از هیدروژنه کردن روغن نهنگ یک روغن خوراکی بی‌مزه به‌دست می‌آید.
برای روغن‌گیری از پیه نهنگ‌ها، پیه را به صورت تکه‌های کوچک می‌بریدند و آن‌ها را در دیگ‌ها مسین می‌جوشاندند.
کرانه‌های اسپیتس‌برگن در اروپای شمالی، در نیمه نخست سده هفدهم از مراکز پیه‌گیری از نهنگ‌ها بود.